# Aceria tuberculata
Aceria tuberculata är en spindeldjursart som först beskrevs av Alfred Nalepa 1891.  Aceria tuberculata ingår i släktet Aceria, och familjen Eriophyidae. Arten är reproducerande i Sverige.